# Plaza Boyacá de Barcelona
La plaza Boyacá de Barcelona es un espacio público localizado en la ciudad de Barcelona al norte del Estado Anzoátegui y al noreste de Venezuela. Fue construida en el año 1897 en la parte central de la ciudad con el objetivo de rendir homenaje a la batalla más importante en la que participó el héroe local el General de División José Antonio Anzoátegui, quién dirigió la división de retaguardia en la Batalla de Boyacá que tenía como meta principal independizar el Virreinato de la Nueva Granada. Su estatua se levanta en el centro de la plaza. 
Se encuentra cerca de la sede del gobierno local (Alcaldía del municipio Bolívar) y de la Catedral de San Cristóbal (o Catedral de Barcelona), y su construcción fue ordenada por el entonces presidente Joaquín Crespo.